# أليكس مككولوك
أليكس مككولوك (بالإنجليزية: Alex McCulloch)‏ (1886 في المملكة المتحدة - 1962) هو مدرب كرة قدم ولاعب كرة قدم بريطاني (وحمل سابقاً جنسية المملكة المتحدة لبريطانيا العظمى وأيرلندا) في مركز مهاجم داخلي. لعب مع دونفرملين أثلتيك وريث روفرز وسويندون تاون وكوفنتري سيتي ونادي برينتفورد ونادي ميدلزبره ونيوكاسل يونايتد وهارت أوف ميدلوثيان ونادي ألوا أثليتيك ولينكولن سيتي أف سي وBroxburn United F.C. ‏ وSt Bernard's F.C. ‏ وLeith Athletic F.C. ‏ وMerthyr Town F.C. ‏ وبونيروغ روز أثلاتيك ‏ ونادي برادفورد بارك أفنيو.